# Großer Preis von Großbritannien 2007
Der Große Preis von Großbritannien 2007 (offiziell 2007 Formula 1 Santander British Grand Prix) fand am 8. Juli auf dem Silverstone Circuit in Silverstone statt und war das neunte Rennen der Formel-1-Weltmeisterschaft 2007.

## Bericht

### Hintergrund
Nach dem Großen Preis von Frankreich führte Lewis Hamilton in der Fahrerwertung mit 14 Punkten vor Fernando Alonso und mit 17 Punkten vor Felipe Massa. In der Konstrukteurswertung führte McLaren-Mercedes mit 14 Punkten vor Ferrari und mit 66 Punkten vor BMW Sauber.
Im Vorfeld des Rennens reichte Ferrari ein Gerichtsverfahren gegen den englischen Ingenieur Nigel Stepney und einen McLaren-Mitarbeiter ein, nachdem ein Durchsuchungsbefehl Beweise für den Diebstahl technischer Informationen des italienischen Teams ergeben hatte. McLaren gab an, bei der Untersuchung uneingeschränkt mitzuarbeiten, und nach einer gründlichen internen Untersuchung kam das Team zu dem Schluss, dass „kein geistiges Eigentum von Ferrari an andere Mitglieder des Teams weitergegeben oder in seine Autos integriert wurde“. Die FIA leitete eine eigene Untersuchung der Angelegenheit ein, betonte jedoch, dass sich ihre Untersuchung nur auf Fragen der Formel-1-Regeln und -Bestimmungen beziehen würden.
Die beiden Red Bull-Piloten David Coulthard und Mark Webber traten im Rahmen einer einmaligen Veranstaltung für die Wohltätigkeitsorganisation "Wings for Life" mit einer Sonderlackierung an. Hierbei wurden im Vorfeld von mehr als 30.000 Fans Bilder eingereicht und Geld gespendet. Die Bilder wurden sodann auf den Wagen platziert.
Die Vorbereitungen für das Rennen begannen am 19. Juni, als die Teams in Silverstone mit Tests begannen. Beim ersten Testtag fuhr Ralf Schumacher die schnellste Zeit und konzentrierte sich dabei auf sein Renn-Setup für den Grand Prix. Im Gegensatz dazu machten sich die beiden Spitzenkonstrukteure McLaren und Ferrari daran, neue Teile und Entwicklungen an ihren Autos zu testen. Dieser Test wurde von ihren jeweiligen Testfahrern Pedro de la Rosa und Luca Badoer durchgeführt. Spyker brachte ein neues Chassis auf die Probe und fuhr damit zum ersten Mal Rennen. Adrián Vallés und Giedo van der Garde fuhren mit dem Auto 64 Runden lang über die Strecke. Nick Heidfeld beendete seine Testsession vorzeitig, nachdem er über Rückenprobleme geklagt hatte.

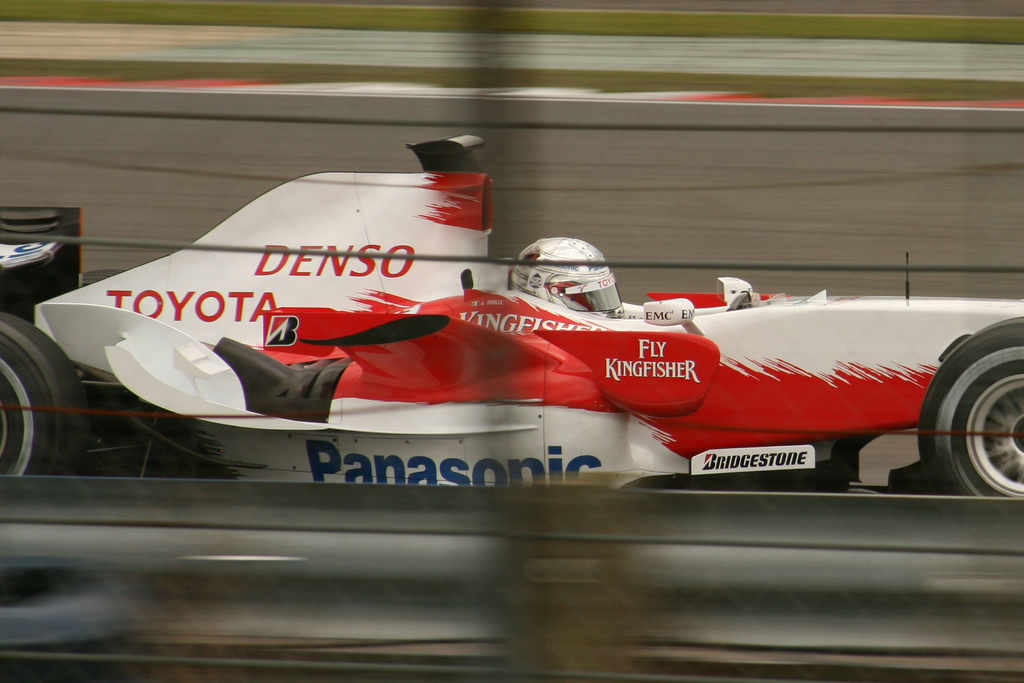
Jarno Trulli im Toyota TF107 gelang am zweiten Testtag die schnellste Zeit

Am zweiten Testtag war Jarno Trulli an der Reihe, das Toyota-Auto durch Silverstone zu steuern, und schaffte es, die schnellste Zeit zu fahren, bevor die Sitzung durch Regenschauer verlangsamt wurde. Während Ferrari weiterhin neue Teile an seinem Auto testete, diesmal mit Kimi Räikkönen am Steuer, blieb McLaren bei de la Rosa und arbeitete an der Rennabstimmung und der Aerodynamik.
Am dritten Tag fiel Toyota auf einer feuchten Strecke von der Bestzeit auf die fünftschnellste Zeit zurück. Massa war der schnellste Mann auf der Strecke, nachdem er 87 Runden auf der britischen Rennstrecke gefahren war und verschiedene aerodynamische und mechanische Anpassungen am Auto getestet hatte.
Mit Coulthard (zweimal), Alonso und Rubens Barrichello (jeweils einmal) traten drei ehemalige Sieger zu diesem Grand Prix an.

### Training
Im ersten freien Training war Hamilton mit einer Zeit von 1:21,100 Minuten der Schnellste, gefolgt von Räikkönen und Massa.

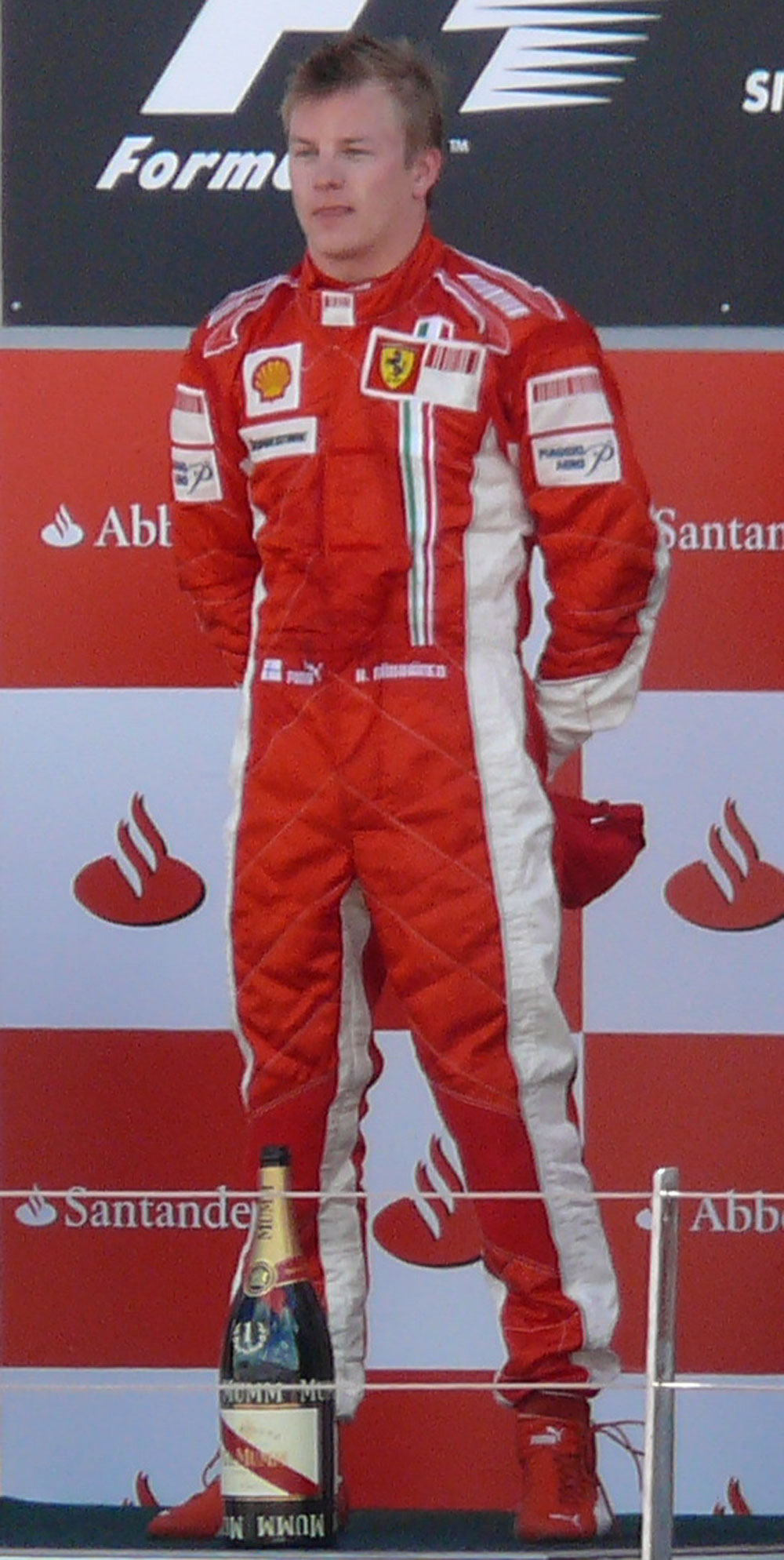
Rennsieger Räikkönen auf dem Podium

Im zweiten freien Training setzte sich dann Räikkönen mit 1:20,639 Minuten an die Spitze. Massa wurde Zweiter, Schumacher Dritter.
Im dritten freien Training fuhr dann Räikkönen mit 1:19,751 Minuten wieder die schnellste Zeit vor Alonso und Massa.

### Qualifying
Das Qualifying bestand aus drei Teilen mit einer Nettolaufzeit von 45 Minuten. Im ersten Qualifying-Segment (Q1) hatten die Fahrer 18 Minuten Zeit, um sich für das Rennen zu qualifizieren. Die besten 16 Fahrer erreichten den nächsten Teil. Alonso fuhr mit 1:19,330 Minuten die beste Rundenzeit. Nico Rosberg, Jenson Button, beide Super Aguri und beide Spyker schieden aus.
Im zweiten Qualifikationsabschnitt (Q2) war dann wieder Alonso mit 1:19,152 Minuten Schnellster. Beide Red Bull, Alexander Wurz, Barrichello im zweiten Honda und beide Toro Rosso schieden aus.
Im letzten Qualifikationsabschnitt (Q3) fuhr Hamilton mit 1:19,997 Minuten die schnellste Runde und sicherte sich so seine dritte Pole-Position. Zweiter wurde Räikkönen vor Alonso.

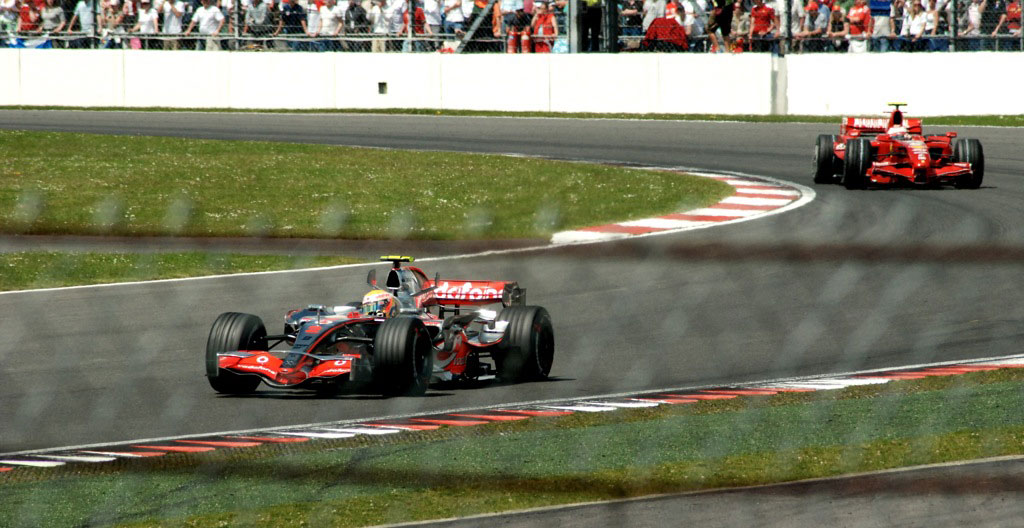
Lewis Hamilton führt vor Kimi Räikkönen

### Rennen

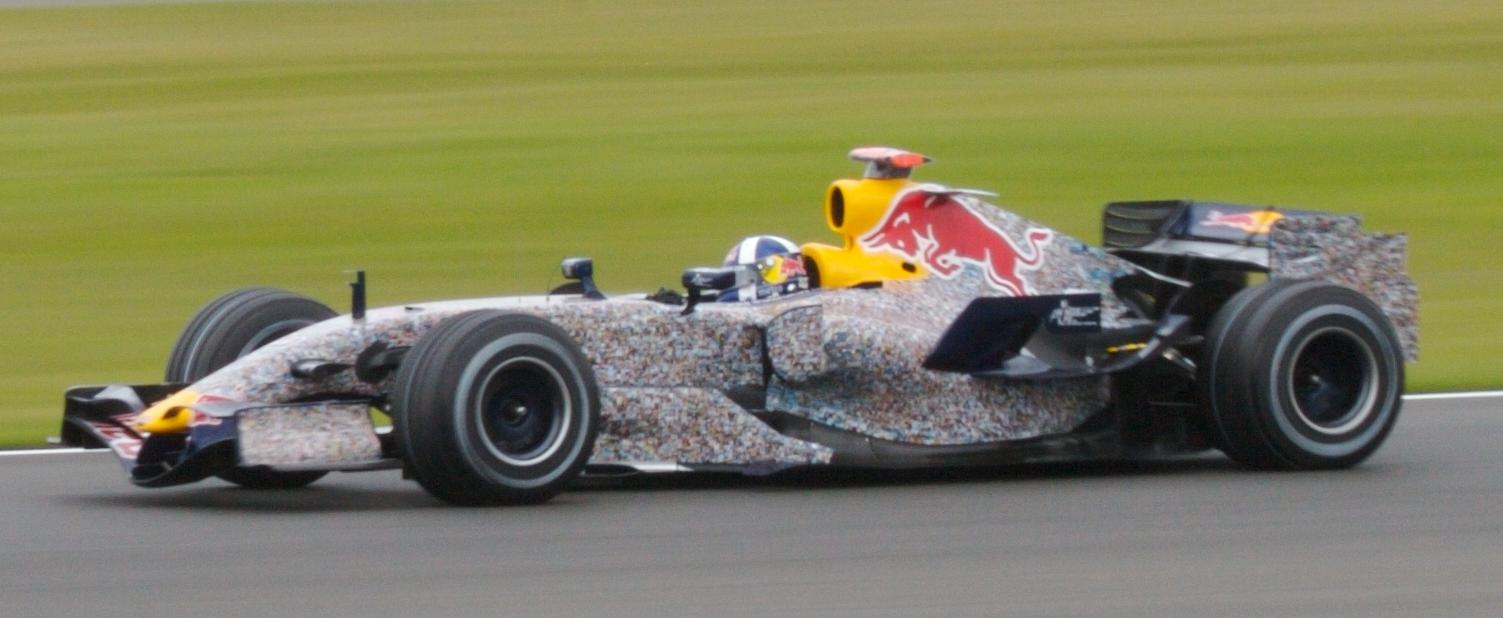
David Coulthard mit Sonderlackierung an seinem Red Bull

Nach der Einführungsrunde würgte Massa das Auto in der Startaufstellung ab und musste aus der Box starten, während der Rest der Gruppe eine zweite Aufwärmrunde fuhr. Beim zweiten Start behielt Hamilton die Führung vor Räikkönen und Alonso, gefolgt von Robert Kubica, Heikki Kovalainen und Giancarlo Fisichella, die an der Stowe-Ecke an Heidfeld vorbeikamen. Die ersten Runden wurden durch die Aufholjagd von Massa belebt, der sich mit diversen Überholmanövern bis in die elften Runde auf den neunten Platz vorarbeitete.
An der Spitze konnte Hamilton sich nicht absetzen und da er vermutlich weniger Benzin hatte, musste er wohl auch als Erster zum Stopp kommen. In Runde 16 stoppte der Engländer dann tatsächlich als Erster. Räikkönen übernahm die Führung vor Alonso. Der Spanier stoppte in Runde 20, verbrauchte weniger Kraftstoff als der Finne und übernahm die Führung des Rennens. Nach den ersten Boxenstopps lag Massa auf dem siebten Platz hinter Fisichella, während Heidfeld nun auf dem fünften Platz hinter Kubica lag. Alonso baute einen Vorsprung von über 5 Sekunden auf Räikkönen auf, als er in Runde 37 zum zweiten Stopp an die Box fuhr. Hamilton hatte nicht genügend Tempo um ernsthaft um den Sieg mitfahren zu könnten, aber der Vorsprung auf Kubica sicherte ihm das neunte Podium im neunten Rennen.
Räikkönen stoppte sechs Runden nach Alonso und war mit einer Reihe schneller Überholmanöver bequem Erster. Massa kletterte nach dem Stopp auf den fünften Platz und schloss schnell auf Kubica auf, ohne ihn jedoch überholen zu können. Heidfeld und die beiden Renault von Kovalainen und Fisichella belegten die restlichen Punkteplatzierungen.
Räikkönen gewann zum zweiten Mal in Folge und bestätigte Ferraris neu gewonnene Stärke. Alonso und Hamilton komplettierten das Podium.
In der Fahrerwertung blieb Hamilton vor Alonso, Räikkönen war neuer Dritter. In der Konstrukteurswertung blieben die ersten drei Positionen unverändert.

## Meldeliste
| Team                        | Nr. | Fahrer               | Chassis           | Motor                | Reifen |
| --------------------------- | --- | -------------------- | ----------------- | -------------------- | ------ |
| Vodafone McLaren Mercedes   | 01  | Fernando Alonso      | McLaren MP4-22    | Mercedes-Benz 2.4 V8 | B      |
| Vodafone McLaren Mercedes   | 02  | Lewis Hamilton       | McLaren MP4-22    | Mercedes-Benz 2.4 V8 | B      |
| ING Renault F1 Team         | 03  | Giancarlo Fisichella | Renault R27       | Renault 2.4 V8       | B      |
| ING Renault F1 Team         | 04  | Heikki Kovalainen    | Renault R27       | Renault 2.4 V8       | B      |
| Scuderia Ferrari Marlboro   | 05  | Felipe Massa         | Ferrari F2007     | Ferrari 2.4 V8       | B      |
| Scuderia Ferrari Marlboro   | 06  | Kimi Räikkönen       | Ferrari F2007     | Ferrari 2.4 V8       | B      |
| Honda Racing F1 Team        | 07  | Jenson Button        | Honda RA107       | Honda 2.4 V8         | B      |
| Honda Racing F1 Team        | 08  | Rubens Barrichello   | Honda RA107       | Honda 2.4 V8         | B      |
| BMW Sauber F1 Team          | 09  | Nick Heidfeld        | BMW Sauber F1.07  | BMW 2.4 V8           | B      |
| BMW Sauber F1 Team          | 10  | Robert Kubica        | BMW Sauber F1.07  | BMW 2.4 V8           | B      |
| Panasonic Toyota Racing     | 11  | Ralf Schumacher      | Toyota TF107      | Toyota 2.4 V8        | B      |
| Panasonic Toyota Racing     | 12  | Jarno Trulli         | Toyota TF107      | Toyota 2.4 V8        | B      |
| Red Bull Racing             | 14  | David Coulthard      | Red Bull RB3      | Renault 2.4 V8       | B      |
| Red Bull Racing             | 15  | Mark Webber          | Red Bull RB3      | Renault 2.4 V8       | B      |
| AT&T Williams               | 16  | Nico Rosberg         | Williams FW29     | Toyota 2.4 V8        | B      |
| AT&T Williams               | 17  | Alexander Wurz       | Williams FW29     | Toyota 2.4 V8        | B      |
| Scuderia Toro Rosso         | 18  | Vitantonio Liuzzi    | Toro Rosso STR-02 | Ferrari 2.4 V8       | B      |
| Scuderia Toro Rosso         | 19  | Scott Speed          | Toro Rosso STR-02 | Ferrari 2.4 V8       | B      |
| Etihad Aldar Spyker F1 Team | 20  | Adrian Sutil         | Spyker F8-VII     | Ferrari 2.4 V8       | B      |
| Etihad Aldar Spyker F1 Team | 21  | Christijan Albers    | Spyker F8-VII     | Ferrari 2.4 V8       | B      |
| Super Aguri F1 Team         | 22  | Takuma Satō          | Super Aguri SA07  | Honda 2.4 V8         | B      |
| Super Aguri F1 Team         | 23  | Anthony Davidson     | Super Aguri SA07  | Honda 2.4 V8         | B      |

## Klassifikationen

### Qualifying
| Pos. | Fahrer               | Konstrukteur       | Q1       | Q2       | Q3       | Start |
| ---- | -------------------- | ------------------ | -------- | -------- | -------- | ----- |
| 01   | Lewis Hamilton       | McLaren-Mercedes   | 1:19,885 | 1:19,400 | 1:19,997 | 01    |
| 02   | Kimi Räikkönen       | Ferrari            | 1:19,753 | 1:19,252 | 1:20,099 | 02    |
| 03   | Fernando Alonso      | McLaren-Mercedes   | 1:19,330 | 1:19,152 | 1:20,147 | 03    |
| 04   | Felipe Massa         | Ferrari            | 1:19,790 | 1:19,421 | 1:20,265 | 04    |
| 05   | Robert Kubica        | BMW Sauber         | 1:20,294 | 1:20,054 | 1:20,401 | 05    |
| 06   | Ralf Schumacher      | Toyota             | 1:20,513 | 1:19,860 | 1:20,516 | 06    |
| 07   | Heikki Kovalainen    | Renault            | 1:20,570 | 1:20,077 | 1:20,721 | 07    |
| 08   | Giancarlo Fisichella | Renault            | 1:20,842 | 1:20,042 | 1:20,775 | 08    |
| 09   | Nick Heidfeld        | BMW Sauber         | 1:20,534 | 1:20,178 | 1:20,894 | 09    |
| 10   | Jarno Trulli         | Toyota             | 1:21,540 | 1:20,133 | 1:21,240 | 10    |
| 11   | Mark Webber          | Red Bull-Renault   | 1:20,583 | 1:20,235 | –        | 11    |
| 12   | David Coulthard      | Red Bull-Renault   | 1:21,154 | 1:20,329 | –        | 12    |
| 13   | Alexander Wurz       | Williams-Toyota    | 1:20,830 | 1:20,350 | –        | 13    |
| 14   | Rubens Barrichello   | Honda              | 1:21,169 | 1:20,364 | –        | 14    |
| 15   | Scott Speed          | Toro Rosso-Ferrari | 1:20,834 | 1:20,515 | –        | 15    |
| 16   | Vitantonio Liuzzi    | Toro Rosso-Ferrari | 1:21,160 | 1:20,823 | –        | 16    |
| 17   | Nico Rosberg         | Williams-Toyota    | 1:21,219 | –        | –        | 17    |
| 18   | Jenson Button        | Honda              | 1:21,335 | –        | –        | 18    |
| 19   | Anthony Davidson     | Super Aguri-Honda  | 1:21,448 | –        | –        | 19    |
| 20   | Adrian Sutil         | Spyker-Ferrari     | 1:22,019 | –        | –        | 20    |
| 21   | Takuma Satō          | Super Aguri-Honda  | 1:22,045 | –        | –        | 21    |
| 22   | Christijan Albers    | Spyker-Ferrari     | 1:22,589 | –        | –        | 22    |

### Rennen
| Pos. | Fahrer               | Konstrukteur       | Runden | Stopps | Zeit        | Start | Schnellste Runde |
| ---- | -------------------- | ------------------ | ------ | ------ | ----------- | ----- | ---------------- |
| 01   | Kimi Räikkönen       | Ferrari            | 59     | 2      | 1:21:43,074 | 02    | 1:20,638 (17.)   |
| 02   | Fernando Alonso      | McLaren-Mercedes   | 59     | 2      | + 2,459     | 03    | 1:21,117 (35.)   |
| 03   | Lewis Hamilton       | McLaren-Mercedes   | 59     | 2      | + 39,373    | 01    | 1:21,675 (11.)   |
| 04   | Robert Kubica        | BMW Sauber         | 59     | 2      | + 53,319    | 05    | 1:22,105 (14.)   |
| 05   | Felipe Massa         | Ferrari            | 59     | 2      | + 54,063    | 04    | 1:20,858 (17.)   |
| 06   | Nick Heidfeld        | BMW Sauber         | 59     | 2      | + 56,336    | 09    | 1:21,991 (17.)   |
| 07   | Heikki Kovalainen    | Renault            | 58     | 2      | + 1 Runde   | 07    | 1:22,552 (11.)   |
| 08   | Giancarlo Fisichella | Renault            | 58     | 2      | + 1 Runde   | 08    | 1:22,136 (13.)   |
| 09   | Rubens Barrichello   | Honda              | 58     | 1      | + 1 Runde   | 14    | 1:23,387 (28.)   |
| 10   | Jenson Button        | Honda              | 58     | 1      | + 1 Runde   | 18    | 1:23,581 (29.)   |
| 11   | David Coulthard      | Red Bull-Renault   | 58     | 2      | + 1 Runde   | 12    | 1:23,118 (40.)   |
| 12   | Nico Rosberg         | Williams-Toyota    | 58     | 2      | + 1 Runde   | 17    | 1:22,896 (49.)   |
| 13   | Alexander Wurz       | Williams-Toyota    | 58     | 2      | + 1 Runde   | 13    | 1:22,693 (57.)   |
| 14   | Takuma Satō          | Super Aguri-Honda  | 57     | 2      | + 2 Runden  | 21    | 1:23,413 (42.)   |
| 15   | Christijan Albers    | Spyker-Ferrari     | 57     | 2      | + 2 Runden  | 22    | 1:24,390 (56.)   |
| 16   | Vitantonio Liuzzi    | Toro Rosso-Ferrari | 53     | 2      | + 6 Runden  | 16    | 1:23,628 (46.)   |
| –    | Jarno Trulli         | Toyota             | 44     | 2      | DNF         | 10    | 1:23,708 (17.)   |
| –    | Anthony Davidson     | Super Aguri-Honda  | 36     | 1      | DNF         | 19    | 1:24,144 (26.)   |
| –    | Scott Speed          | Toro Rosso-Ferrari | 30     | 1      | DNF         | 15    | 1:23,570 (19.)   |
| –    | Ralf Schumacher      | Toyota             | 23     | 1      | DNF         | 06    | 1:22,510 (12.)   |
| –    | Adrian Sutil         | Spyker-Ferrari     | 17     | 0      | DNF         | 20    | 1:25,015 (16.)   |
| –    | Mark Webber          | Red Bull-Renault   | 10     | 0      | DNF         | 11    | 1:23,767 (06.)   |

## WM-Stände nach dem Rennen
Die ersten acht des Rennens bekamen 10, 8, 6, 5, 4, 3, 2 bzw. 1 Punkt(e).

### Fahrerwertung
| Pos. | Fahrer               | Konstrukteur     | Punkte |
| ---- | -------------------- | ---------------- | ------ |
| 01   | Lewis Hamilton       | McLaren-Mercedes | 70     |
| 02   | Fernando Alonso      | McLaren-Mercedes | 58     |
| 03   | Kimi Räikkönen       | Ferrari          | 52     |
| 04   | Felipe Massa         | Ferrari          | 51     |
| 05   | Nick Heidfeld        | BMW Sauber       | 33     |
| 06   | Robert Kubica        | BMW Sauber       | 22     |
| 07   | Giancarlo Fisichella | Renault          | 17     |
| 08   | Heikki Kovalainen    | Renault          | 14     |
| 09   | Alexander Wurz       | Williams-Toyota  | 8      |
| 10   | Jarno Trulli         | Toyota           | 7      |
| 11   | Nico Rosberg         | Williams-Toyota  | 5      |
| 12   | David Coulthard      | Red Bull-Renault | 4      |

| Pos. | Fahrer             | Konstrukteur       | Punkte |
| ---- | ------------------ | ------------------ | ------ |
| 13   | Takuma Satō        | Super Aguri-Honda  | 4      |
| 14   | Mark Webber        | Red Bull-Renault   | 2      |
| 15   | Ralf Schumacher    | Toyota             | 2      |
| 16   | Jenson Button      | Honda              | 1      |
| 17   | Sebastian Vettel   | BMW Sauber         | 1      |
| 18   | Rubens Barrichello | Honda              | 0      |
| 19   | Scott Speed        | Toro Rosso-Ferrari | 0      |
| 20   | Anthony Davidson   | Super Aguri-Honda  | 0      |
| 21   | Adrian Sutil       | Spyker-Ferrari     | 0      |
| 22   | Christijan Albers  | Spyker-Ferrari     | 0      |
| 23   | Vitantonio Liuzzi  | Toro Rosso-Ferrari | 0      |

### Konstrukteurswertung
| Pos. | Konstrukteur     | Punkte |
| ---- | ---------------- | ------ |
| 01   | McLaren-Mercedes | 128    |
| 02   | Ferrari          | 103    |
| 03   | BMW Sauber       | 56     |
| 04   | Renault          | 31     |
| 05   | Williams-Toyota  | 13     |
| 06   | Toyota           | 9      |

| Pos. | Konstrukteur       | Punkte |
| ---- | ------------------ | ------ |
| 07   | Red Bull-Renault   | 6      |
| 08   | Super Aguri-Honda  | 4      |
| 09   | Honda              | 1      |
| 10   | Toro Rosso-Ferrari | 0      |
| 11   | Spyker-Ferrari     | 0      |